# Phonebloks
Phonebloks ist ein Konzept für ein modulares Smartphone des Designers Dave Hakkens mit dem Ziel Elektronikschrott zu reduzieren. Es wurde im September 2013 veröffentlicht und erreichte am Schluss mit 979.253 Unterstützern auf Thunderclap große Aufmerksamkeit. Das Prinzip eines Smartphones bestehend aus Modulen ähnelt dem von Project Ara, allerdings sind beide Projekte getrennt voneinander entstanden. Im Gegensatz dazu gibt es aber keine Pläne das Konzept exakt so umzusetzen.

## Konzept
Phonebloks besteht im Wesentlichen aus einer Hauptplatine (genannt "Base"), auf die einzelne Module ("Bloks") gesteckt werden. Ein Modul kann beispielsweise eine Batterie, eine Kamera oder eine Antenne sein. Zusätzlich sind aber auch spezielle, für Smartphones ungewöhnliche Module möglich, wie UV-Licht Sensoren oder Solar-Ladegeräte. Geht nun eine Komponente kaputt, muss zur Reparatur nur diese ausgetauscht werden, statt des ganzen Smartphones, so dass weniger Elektronikschrott entsteht. Des Weiteren kann nicht mehr zeitgemäße Hardware (z. B. ein langsamer Prozessor) durch neue ersetzt werden, ohne den noch funktionsfähigen Rest zu entsorgen. Der zweite Vorteil besteht darin, dass das Handy an die Bedürfnisse des Benutzers angepasst werden kann, je nachdem ob beispielsweise Wert auf Geschwindigkeit, Akkulaufzeit oder Tonqualität gelegt wird.
Die Bestandteile (Module) sollen von unterschiedlichen Unternehmen hergestellt und entwickelt werden und über den so genannten Blokstore erhältlich sein.